# I Suoni delle Dolomiti
I Suoni delle Dolomiti è un evento musicale che si tiene annualmente nei mesi di luglio,agosto,settembre sulle Dolomiti del Trentino.

## Descrizione
Esistono cose belle ed altre se ne creano, a volte si incontrano e questo ha effetti straordinari. È il caso del festival "I Suoni delle Dolomiti" che anno dopo anno propone l'abbinamento vincente tra luoghi incantevoli ed esperienze altrettanto indimenticabili grazie a una formula consolidata - ma mai uguale a se stessa - che vede grandi musicisti esibirsi tra le più belle cime delle Dolomiti trentine. Ogni anno idee e musiche nuove percorrono sentieri e pareti, ogni anno si aggiungono scenari nuovi, ogni anno torna la voglia di sperimentare e mettersi in gioco anche nel dialogo tra artisti, pubblico e natura. E ogni anno migliaia di persone scoprono la montagna come luogo di meraviglia e incontro, come esperienza da ricordare e, soprattutto, da vivere come non si fa con nessun altro luogo.
I Suoni delle Dolomiti si svolgono nei mesi di luglio e agosto dal 1995 ad oggi. Nel 2023 si sono svolte dall'ultima settimana di Agosto a fine Settembre.
Questo "festival di musica in alta quota" si svolge prevalentemente sulle cime del Latemar, del gruppo del Catinaccio, della Marmolada, delle Pale di San Martino e delle Dolomiti di Brenta
Il genere musicale proposto va dalla musica classica, rock, folk, jazz, d'autore, world music, etnica e crossover. 
La direzione artistica nel 2018 è di Chiara Bassetti, Mario Brunello e Paolo Manfrini che ne è anche l'ideatore,  mentre l'organizzazione è curata da Selene Setti con la collaborazione di Martina Fracchetti.

## Personaggi che hanno partecipato
- Stefano Bollani
- Ezio Bosso
- Mario Brunello
- Gidon Kremer
- Isabelle Faust
- Uto Ughi,
- Ivry Gitlis,
- Daniel Hope,
- Marco Rizzi,
- DaniloRossi,
- Ilya Grubert,
- Giuliano Carmignola,
- Uri Caine
- Salvatore Accardo
- Giovanni Sollima
- I Sonatori de la Gioiosa Marca
- I Virtuosi Italiani
- Il Sestetto Stradivari
- Têtes de Bois,  Márta Sebestyén
- Delta SaxophoneQuartet

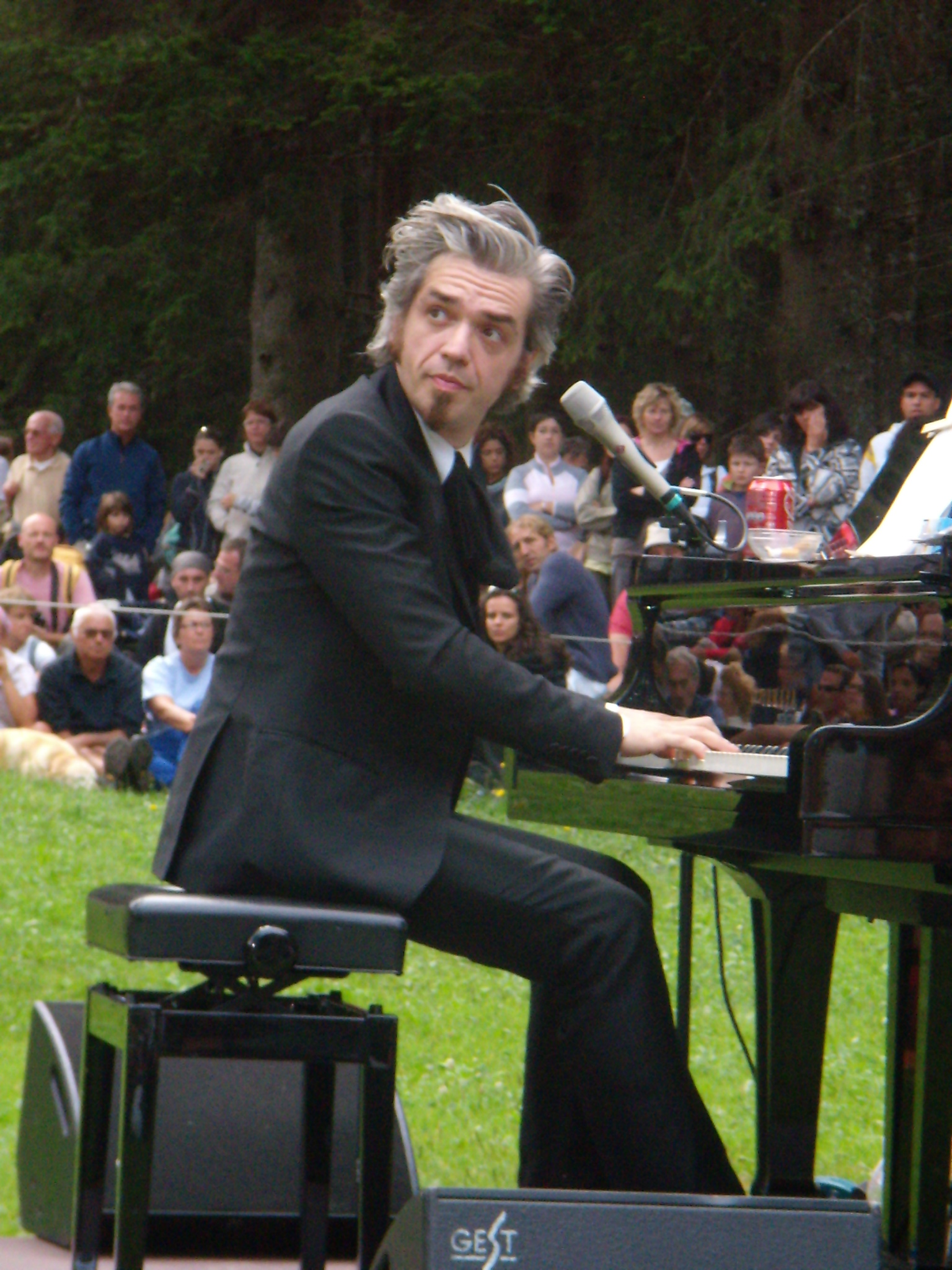
Morgan all'edizione 2008

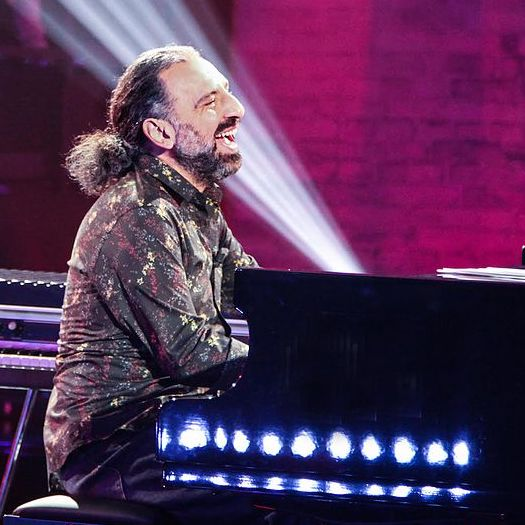
Stefano Bollani

- Quartetto Vocale di Giovanna Marini
- Zakir Hussain
- Yungchen Lhamo,
- Saxofour,
- Paolo Fresu
- Lucilla Giagnoni,
- Trio Madeira Brasil,  Silesian Quartet,
- Luis Bacalov e Orchestra da Camera Giuseppe Tartini Fanfare Ciocârlia,
- Drummeria
- Rhapsodija Trio,  Alessandro Carbonare,
- Maria Pia De Vito,
- Banda Osiris
- Christian Escoudé Nouveau Trio Gitan,
- Gabriele Mirabassi Trio,  Quintorigo,
- Paolo Benvegnù
- Monica Demuru
- Ares Tavolazzi
- Daniele Silvestri
- Ensemble Al-Kindi
- Erik Friedlander
- Baba Sissoko
- Solisti dell’Orchestra Giovanile del Venezuela Simon Bolivar
- Solis String Quartet
- Ambrogio Sparagna
- Musica Nuda Arturo Stalteri
- Tomasz Stanko
- Markus Stockhausen
- Quartetto della Scala
- Quartetto kelemen
- Manolo
- Cesare Maestri
- Reinhold Messner
- Fausto De Stefani
- Nives Meroi
- Simone Moro
- John Surman
- Taraf di Haïdouks
- Tenores di Bitti
- Tenores di Neoneli
- Elio
- Riccardo Tesi & Banditaliana
- Gianmaria Testa,
- The Chieftains
- The Hilliard Ensemble, The Ulali,
- Rokia Traoré
- Trio Esquina, Triology
- Trombe & Timpani del Teatro della Scala,
- Gianluigi Trovesi
- John Trudell
- Gabriele Vacis,
- Patrick Vaillant
- Värttinä
- Nana Vasconcelos
- Roberto Vecchioni
- KingNaat Veliov
- Savina Yannatou
- Dhafer Youssef
- Walter Zanetti, Emanuele Zanfretta
- John Zorn.
- Cristina Donà
- Dave Douglas
- Ludovico Einaudi
- Lorena Fontana
- Mirko Guerrini
- Fiorella Mannoia
- Roberto Molinelli
- Marco Paolini
- Ballaké Sissokò
- Giovanni Sollima
- Cristina Zavalloni
- Officina Zoè
- Elio e le Storie Tese
- Francesco degregori
- Neri Marcorè
- Gnu Quartet
- Nicolò Fabi
- Giovanni Allevi
- Vinicio Capossela
- Nina Zilli